# Куаррата
Куаррата (итал. Quarrata) — коммуна в Италии, располагается в регионе Тоскана, в провинции Пистоя.
Население составляет 26 735 человек (31-5-2019), плотность населения составляет 582,34 чел./км². Занимает площадь 45,91 км². Почтовый индекс — 51039. Телефонный код — 0573.
В коммуне особо почитаем Пояс Пресвятой Богородицы, празднование в первый вторник сентября.

## Демография
Динамика населения:

## Администрация коммуны
- Официальный сайт: https://web.archive.org/web/20091202195334/http://www.comune.quarrata.pt.it/

## Примечание
1. ↑  Statistiche demografiche ISTAT. demo.istat.it. Дата обращения: 9 декабря 2019. Архивировано из оригинала 24 июля 2019 года.